# Tlačová agentúra Slovenskej republiky
Die Tlačová agentúra Slovenskej republiky, deutsch Presseagentur der slowakischen Republik, abgekürzt TASR, ist eine slowakische Presseagentur. Ihr Sitz ist Bratislava.
Die Anfänge der Agentur datieren in das Jahr 1992, als am 1. April mit dem Gesetz 81/1992 Sb. noch vor dem Zerfall der Tschechoslowakei die eigenständige slowakische Agentur Česko-slovenská tlačová kancelária Slovenskej republiky entstand – ursprünglich im Zuge einer beabsichtigten Föderalisierung der gesamtstaatlichen Československá tisková kancelář (vorgesehen im Gesetz 310 vom 1. Oktober 1991). Nach der Gründung der Slowakei 1993 verwendete die Agentur den Namen Tlačová agentúra Slovenskej republiky – Slovakia. Sie war rein staatlich. Um Vorwürfen einer Wettbewerbsverzerrung gegenüber der 1997 gegründeten privaten Agentur SITA zu begegnen, wurde sie am 23. September 2008 mit dem Gesetz 385/2008 Z.z. als öffentlich-rechtliche unabhängige Medienanstalt umgegründet. Finanziert wird die Agentur seit 2023 aus dem Staatshaushalt. Jährlich sind 0,0029 % des slowakischen BIPs vorgesehen.
Die juristische Person TASR ist im Handelsregister eingetragen und wurde per Gesetz gegründet. An der Spitze steht ein vom TASR-Verwaltungsrat gewählter Generaldirektor.
Neben einer Datenbank und einem Archiv von Agenturmeldungen bietet die TASR einen Foto-, Audio- und Videoservice.